# Benjamín Balbuena
Alejandro Benjamín Balbuena Covarrubias (Puebla de Zaragoza, 29 de enero de 1995) es un escritor mexicano que se desempeña en los géneros de la poesía y la narrativa. Su obra más conocida es el poemario El reflejo de la luz en el mar, publicado en 2021.

## Reseña biográfica
En 2012, a la edad de 17 años, fue seleccionado como ganador del Concurso Nacional de Expresión Literaria "La Juventud y la Mar", convocado por la Secretaría de Marina Armada de México, por su cuento titulado El Egeo. Ese mismo año fue reconocido como uno de los ganadores del Premio Nacional de Poesía Joven "Jorge Lara".
En 2021 publicó su primer libro, el poemario El reflejo de la luz en el mar, obra galardonada con el premio "Letras Confinadas", concedido por la Secretaría de Cultura del Estado de Puebla.

## Distinciones
- Premio Nacional de Poesía Joven "Jorge Lara" (2012).
- Premio Nacional de Poesía "María Luisa Moreno" (2015).
- Premio "Letras Confinadas" (2021).

## Obra publicada

#### Poesía
El reflejo de la luz en el mar (Secretaría de Cultura del Estado de Puebla, 2021).